# Triumph (mc)

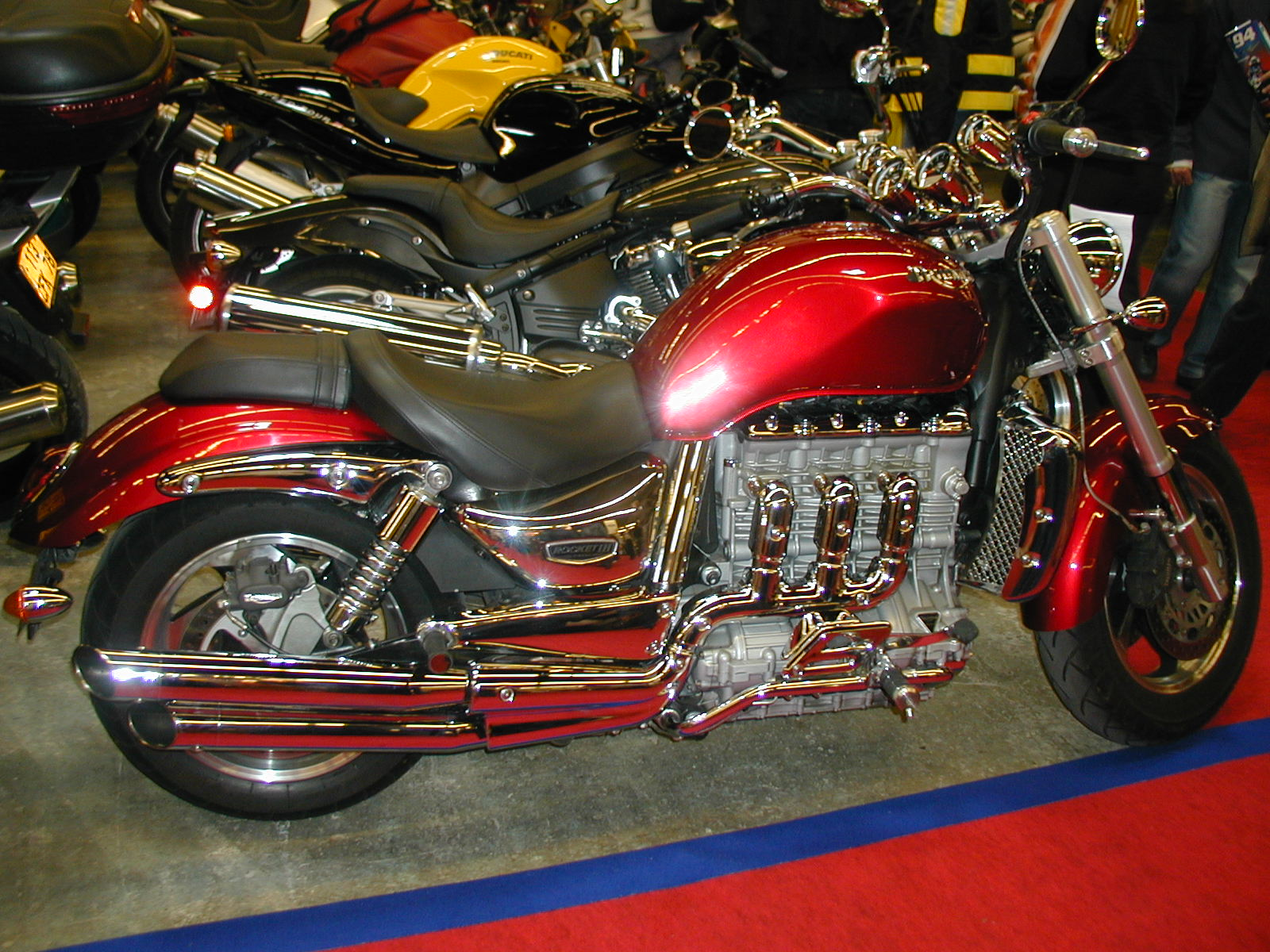
Triumph Rocket 3

Triumph är en engelsk motorcykeltillverkare med anor från år 1885.
Siegfried Bettmann grundade 1885 S. Bettmann and Co, import-export agency för export av engelsktillverkade trampcyklar. Ett år senare börjar han marknadsföra dessa cyklar under namnet Triumph och ytterligare ett år senare byter företaget namn till Triumph Cycle Co. 1889 började Triumph Cycle Co tillverka egna cyklar och flyttade till Coventry. 
1902 tillverkade Triumph sina första egna motorcyklar, försedda med motorer från belgiska Minerva och år 1905 släpptes den första modellen med egentillverkad motor. År 1908 tog Triumph sin första av många segrar på Isle of Man och år 1920 började de tillverka egna växellådor för att tre år senare släppa blockmotorn. Samtidigt startade biltillverkningen hos Triumph.
År 1936 köpte Jack Sangster Triumphs motorcykeltillverkning och bildade Triumph Engineering Co Ltd. Biltillverkningen blev kvar i moderbolaget. 1937 lanserades Triumph Speed Twin med Edward Turners klassiska parallell-twin. Fabriken i Coventry förstördes 1941 vid ett tyskt bombanfall, och nya lokaler byggdes i en hast i Meriden. Modellen Thunderbird lanseras 1949. 
BSA köpte Triumph 1951. I och med Indians konkurs 1953 blev Triumph världens näst äldsta kvarvarande motorcykelmärke. 1968 presenterades världens första Super bike Triumph Trident. 
1973 var både Norton och BSA konkursmässiga och rekonstruerades med statliga medel till Norton Villiers Triumph. Den nya ledningen försökte stänga fabriken i Meriden för att flytta all tillverkning till BSA-fabriken Small Heath men ett arbetarkollektiv ockuperade Meriden och det blev bara tillverkningen av den trecylindriga Trident som flyttade. Kollektivet fick efter två år igång en viss tillverkning av de tvåcylindriga modellerna i Meriden. 1976 slog Small Heath igen för gott och tillvekrningen av Trident upphörde. Husqvarna blev då efter Royal Enfield världens näst äldsta motorcykelmärke. 
Tillverkningen av Triumph togs upp igen i slutet av 1980-talet under namnet Triumph Motorcycles Ltd.

## Modeller i urval
- Triumph Bonneville
- Triumph Rocket III
- Triumph Daytona
- Triumph Thunderbird